# U-475 Black Widow
Submarine U-475 Viuda Negra fue un submarino soviético de la Guerra Fría, el cual ahora esta en manos privadas.
Actualmente se encuentra amarrado en la localidad de Strood, en el Rio Medway, en el sureste de Inglaterra.

## Contexto
El submarino soviético de la clase 641 (conocido en Occidente por su nombre OTAN de Foxtrot era una clase de submarino de patrullaje y ataque con motor convencional. Unos 74 fueron de estos submarinos fueron construidos por la Armada Soviética entre 1957 y 1983, así como otros 17 para las Armadas Libia, Cubana e India.

## Historial de Servicio
La  Viuda Negra  se construyó en el astillero de Sudomekh en Leningrado y se encargó en 1967. Se estableció en Riga y sirvió bajo bandera soviética en la Flota del Báltico antes de ser utilizada como buque de entrenamiento para tripulaciones extranjeras que operarían submarinos de clase Foxtrot en sus propias marinas. Fue desmantelado en 1994 y vendido.

## Museo flotante

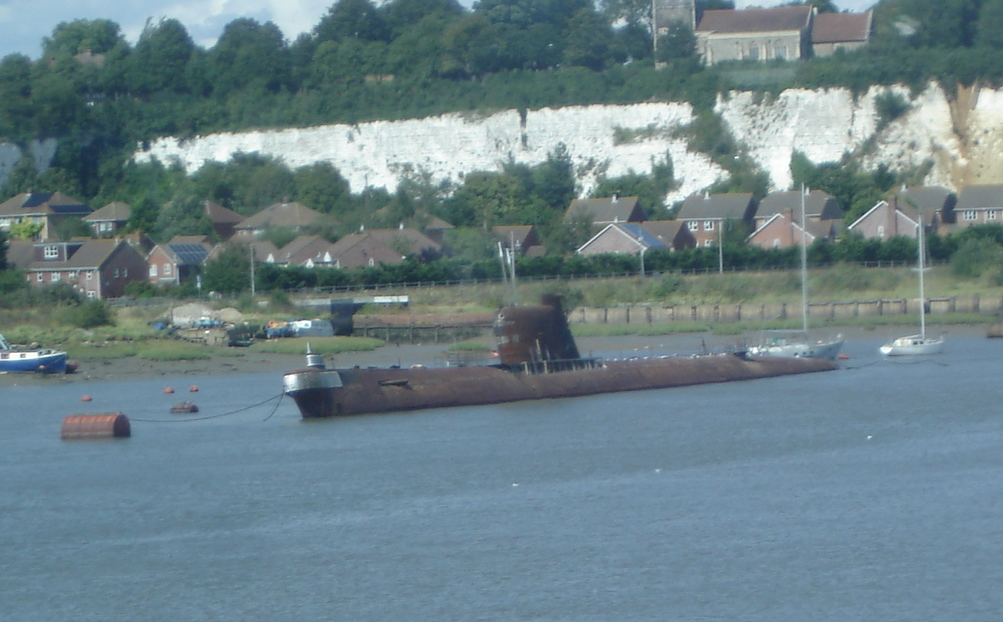
The submarine in 2014

Después de pasar a manos privadas, y bajo el nombre de "U-475  Black Widow ", se amarró en Long's Wharf cerca de la Barrera del Támesis en Inglaterra, donde estaba abierto al público como museo. En 1998 se trasladó a Folkestone, donde nuevamente se abrió al público. En 2004 fue trasladada a su ubicación actual, en mal estado, y actualmente está a la espera de restauraciónes.
En el servicio soviético, en realidad era conocido como B-49 y sirvió en la Flota del Norte hasta noviembre de 1974, cuando fue reasignado al Báltico.